# Никитин, Пётр Романович
Пётр Рома́нович Ники́тин (1727—1784) — русский архитектор, сын художника Романа Никитина, племянник художника Ивана Никитина, ученик Д. В. Ухтомского, создатель генеральных планов, проектов улиц и домов, путевых дворцов городов Тверь, Калуга, Торжок, Медное, Боровск, Козельск, Малоярославец. Возможно, является автором путевого дворца в Городне.

## Известные работы

### Москва
В 1760—1763 годах возглавлял канцелярию архитекторов при Московской Сенатской конторе. Как предполагают, по проекту Ж. Б. Валлен-Деламота построил дворец в усадьбе Ярополец.

### Калуга
В Калуге спланировал комплекс зданий Присутственных мест и Гостиного двора, построил Каменный мост, здания Главного народного училища и почтамта, Московские ворота (не сохранились). Почётный гражданин города.
По мнению архитектора Алексея Комова, «Пётр Романович в Калуге проработал 6 лет. Но оставил после себя неизгладимое наследие — переформатировал древнерусское поселение в имперский город, увековечил себя непосредственно в самих архитектурных зданиях и в регулярном плане Калуги и нескольких других городах Калужской губернии. Генплан действительно в некотором роде остался неизменным. Он стал неким каркасом и для современной Калуги».

### Тверь
Совместно с А. В. Квасовым разработал проект первого регулярного плана застройки Твери, проекты зданий, определившие характер застройки города. При его участии осуществлена планировка и застройка площадей: Восьмиугольной (ныне площадь Ленина) и Полуциркульной (ныне площадь Михаила Тверского). В Твери застроил набережную Волги, построил Императорский дворец, дом губернатора, почтовый двор.
Екатерина II так оценила его труды:

«Тверь — второй по красоте город, после Петербурга».